# Vendsyssel FF
El Vendsyssel FF es un equipo de fútbol de Dinamarca que juega en la Segunda División de Dinamarca, la tercera categoría de fútbol en el país.

## Historia
Fue fundado en el año 2005 en la ciudad de Vendsyssel con el nombre FC Hjorring luego de adquirir la plaza del Hjørring IF en la Segunda División de Dinamarca. En la temporada 2009/10 logra el ascenso a la Primera División de Dinamarca, liga en la que estaba hasta mayo de 2013 cuando la Asociación de Fútbol de Dinamarca decide revocar el permiso para jugar en la liga argumentando que el club estaba económicamente pobre y en consecuencia descendiera a la Segunda División de Dinamarca. La decisión fue apelada ya que la Asociación de Fútbol de Dinamarca no pudo comprobar su argumento y la licencia de competición fue renovada.
El 24 de junio de 2013 se fusiona con la sección de fútbol del Frederikshavn fI y cambian su nombre por el que tienen actualmente, aunque el Frederikshavn fI todavía continúa funcionando en las divisiones menores.
El 30 de octubre de 2024 el cantante colombiano de género urbano Blessd adquiere la propiedad del equipo con la consigna de llevarlo a jugar nuevamente a la primera división.

## Datos del club
- Temporadas en 1ª: 1 (2018/19)
- Temporadas en 2ª: 14 (2010/11-2017/18, 2019/20-2024/25)
- Temporadas en 3ª: 6 (2005/06-2009/10, 2025/26-presente)